# ラウフ・パーレーク
ラウフ・パーレーク（Rauf Parekh; Urdu: رؤف پاریکھ）はウルドゥー語の辞書編纂者、言語学者で、パキスタンの大手新聞社Dawnのコラムニストも務めている。

## 経歴
1958年8月26日カラチ生まれ。カラチ大学でウルドゥー語の修士号と博士号を取得した後、2003年から2007年までカラチにあるウルドゥー語辞書編纂局の編集長として勤務。1958年に発足したウルドゥー語辞書編纂委員会は1967年に『ウルドゥー語辞書』全22巻中第1巻を出版。パーレークの任期中に第19巻から21巻まで出版された。彼はカラチ大学のウルドゥー語学部の教授を勤めつつ、『Dawn』紙にウルドゥー語関連記事を執筆している。2020年12月にイスラマバードの政府機関である国立言語振興局の局長に就任した。

## 著作
- Oxford English-Urdu Mini Dictionary
- اردو لغت تاریخی اصول پر (vol. 19, 20, 21)(ウルドゥー・ウルドゥー辞書)
- اولین اردو سلینگ لغت（ウルドゥー語スラング辞典）
- عصری ادب اور سماجی رجحانات（現代文学と社会的傾向）
- اردو نثر میں مزاح‌نگاری کا سیاسی اور سماجی پس منظر（ウルドゥー散文における風刺の政治的社会的背景）

## 受賞歴
- 2018年　パキスタン大統領功労賞[7]